# Rudolf Neuhauser

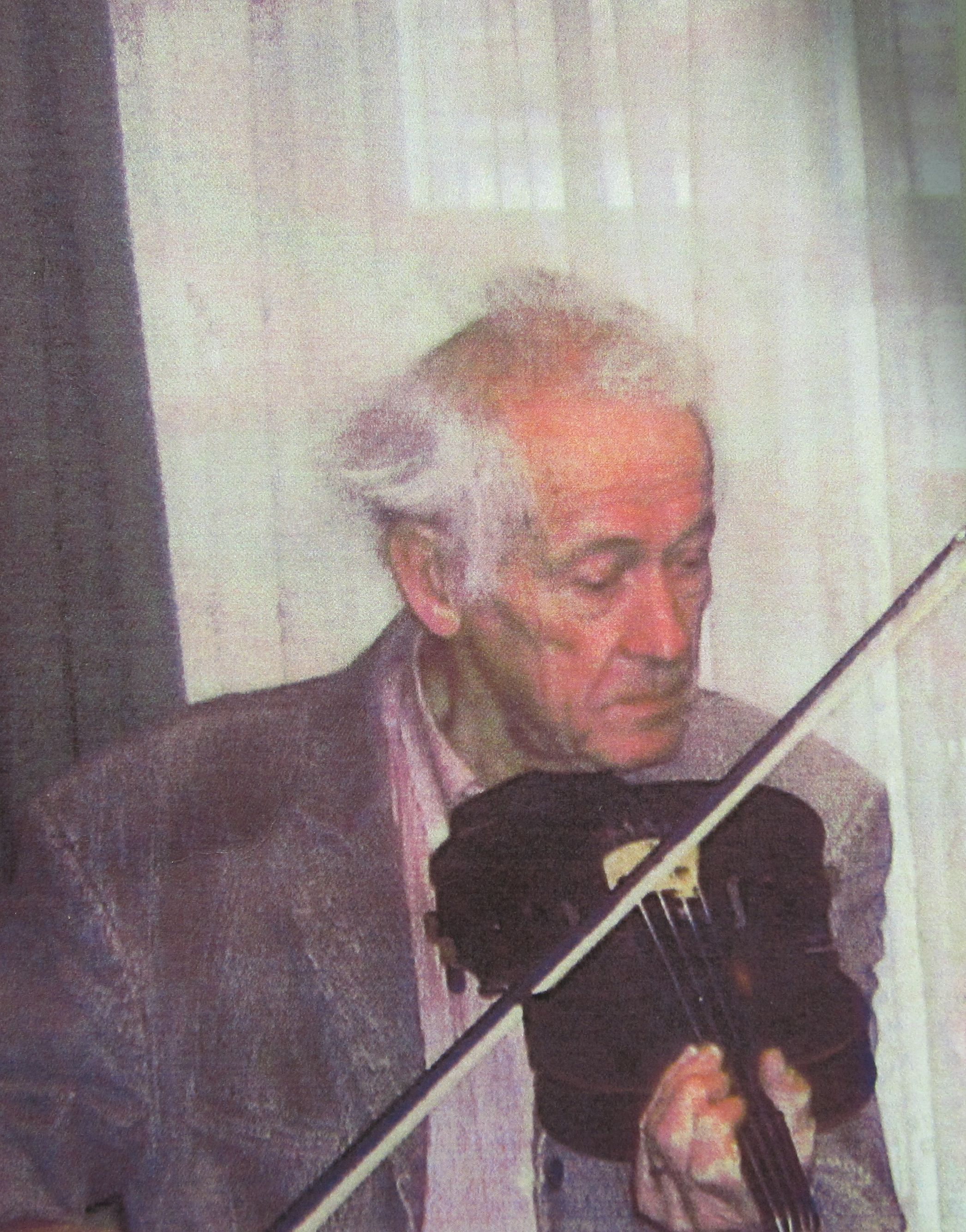
Rudolf Neuhauser

Rudolf Neuhauser (* 24. März 1924 in Ebensee; † 9. Juli 2010 in Mödling) war ein österreichischer Künstler, Architekt, Maler, Denkmalschützer und Musiker.

## Leben
Rudolf Neuhauser wurde 1924 im oberösterreichischen Ebensee geboren, besuchte das Gymnasium in Gmunden. Im Zweiten Weltkrieg wurde er bei der Wehrmacht in Finnland eingesetzt. Als er auf umständlichem Weg nach Salzburg zurückkehrte, entging er einer Verurteilung als Deserteur nur knapp, landete sieben Monate in Haft und entging einem schlimmeren Schicksal nur durch einen erneuten Einsatz – diesmal in der Steiermark.
Nach dem Krieg wurde er in Salzburg bautechnisch und musikalisch ausgebildet. Ab 1952 war er als Architekt und Denkmalschützer in Wien aktiv. Künstlerisch tätig war Neuhauser vor allem als Maler und konzentrierte sich dabei auf Aquarelle. Neben geographischen und heimatkundlichen Motiven gestaltete er auch jährlich Kalender in limitierten Stückzahlen.
Ende Juni 2010 verunglückte Rudolf Neuhauser auf der Süd Autobahn A2 bei Wiener Neudorf und erlag knapp zwei Wochen später am 9. Juli 2010 seinen dabei erlittenen schweren Verletzungen.

## Architektonische Leistungen
Zahlreiche Bauten vor allem für den Spitalsbereich wurden nach Entwürfen Neuhausers errichtet. In Wien zählt dazu das Unfallkrankenhaus Meidling und das Böhlerspital. Auch das alte Unfallkrankenhaus Linz entstand nach Plänen Rudolf Neuhausers. Auf Einladung der damaligen griechischen Königin Friederike von Hannover, die das Unfallkrankenhaus Linz eröffnet hatte, baute er auch in Athen ein Spital. Von der Planung des AKH Wien nahm er wegen der sich abzeichnenden Ungereimtheiten schließlich Abstand. Neuhauser war an zahlreichen Revitalisierungen beteiligt, etwa dem Palais Clam-Gallas (Wien), Palais Liechtenstein (Herrengasse), Palais Ferstel und Schloss Harras in Rohrau (Niederösterreich).

## Künstlerisches Schaffen

### Aquarelle

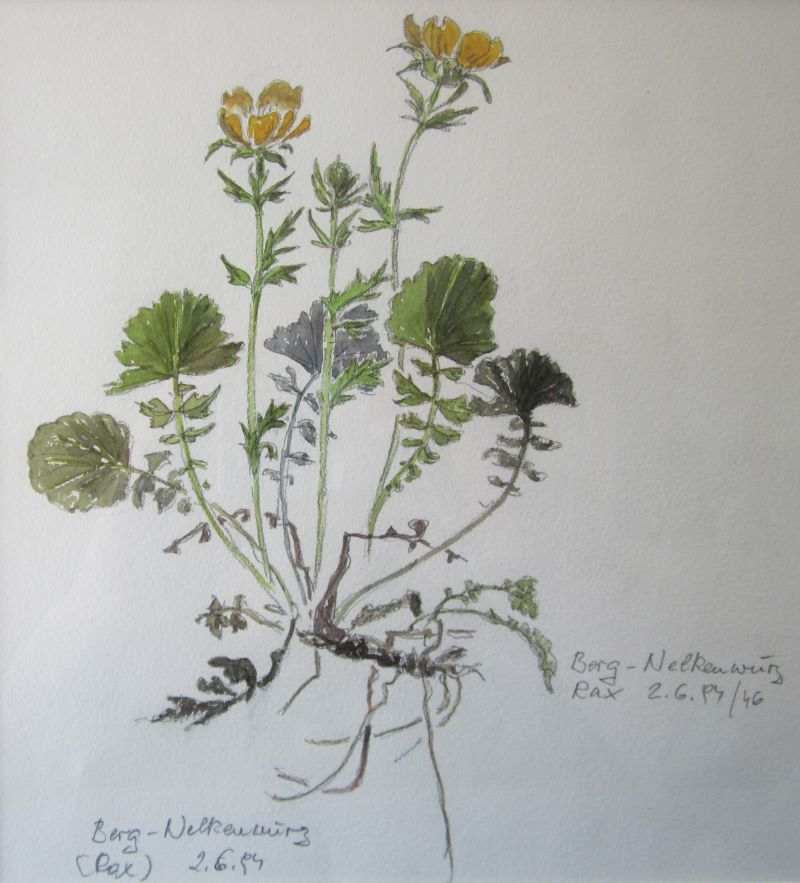
Berg-Nelkenwurz
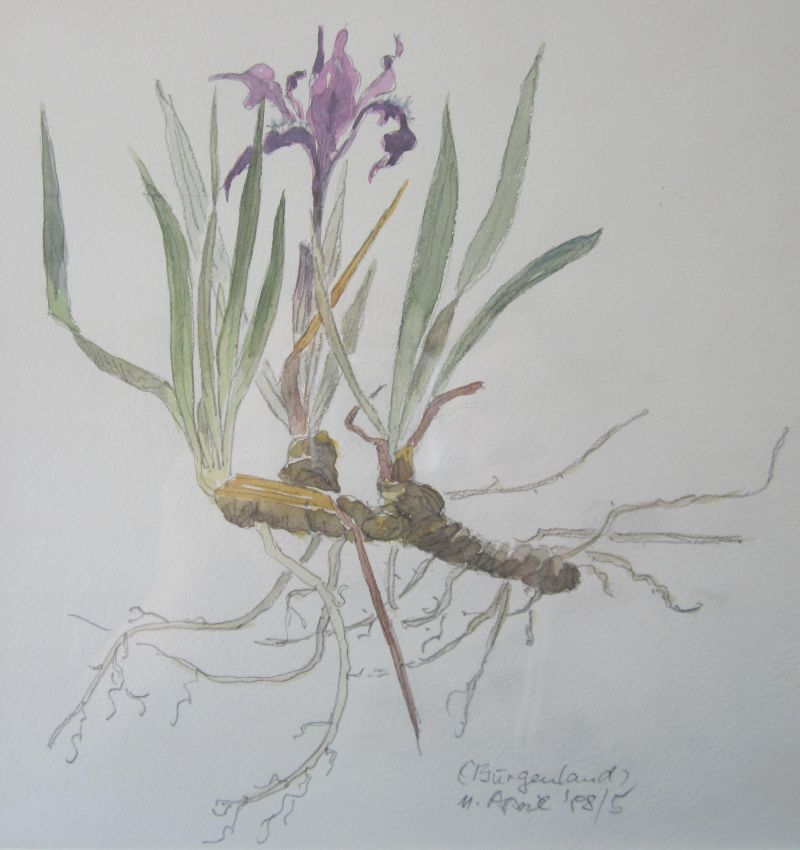
Lilie
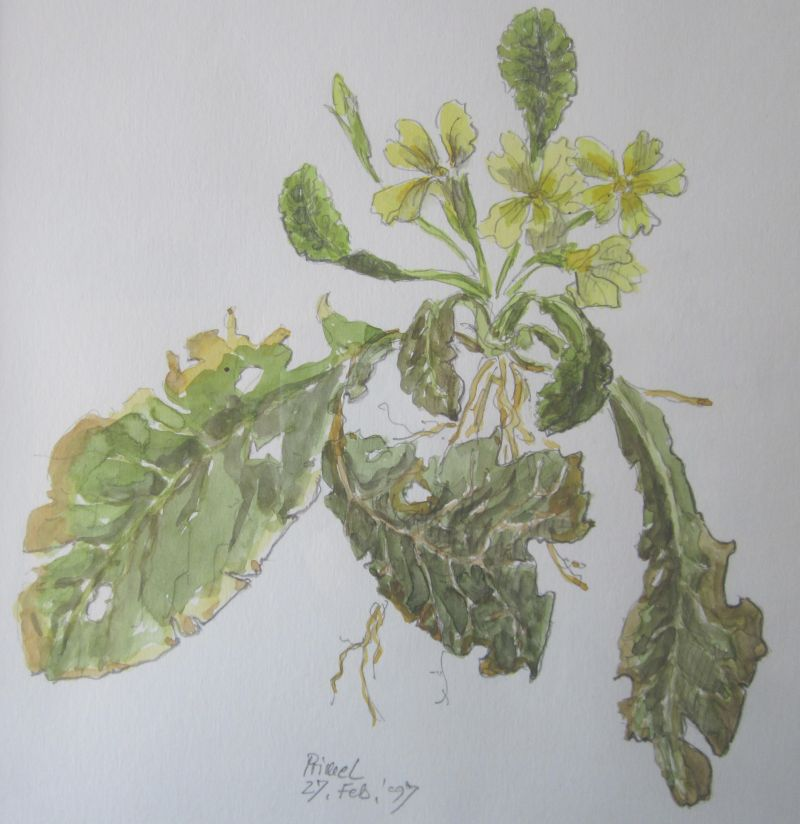
Primel

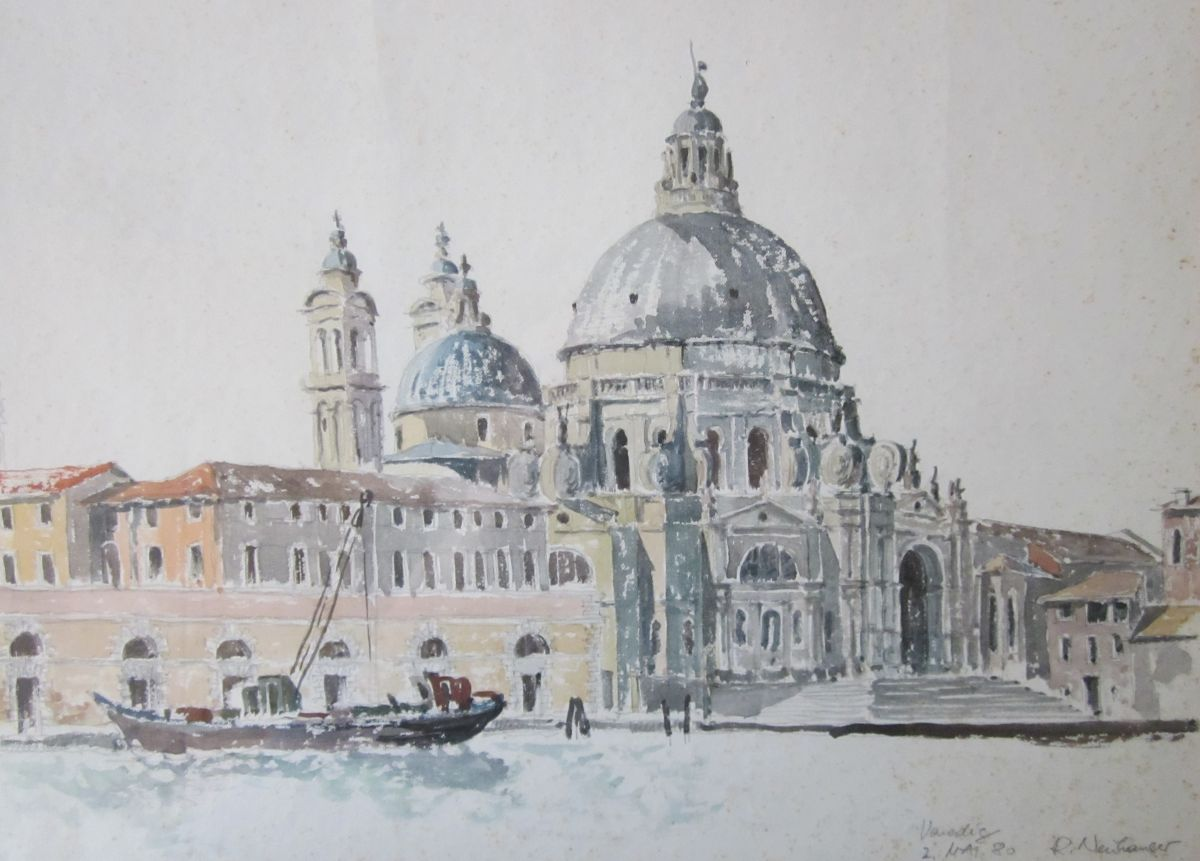
Venedig, Santa Maria della Salute
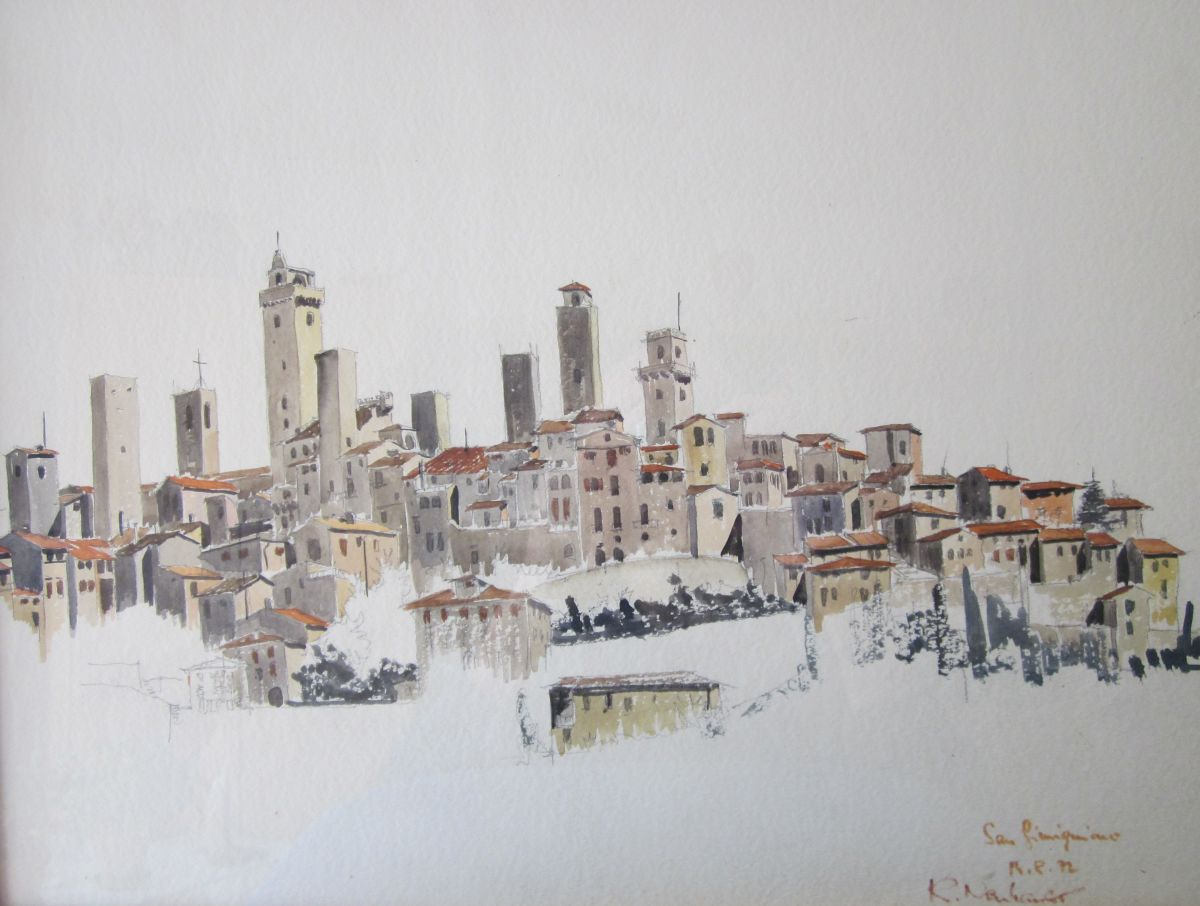
San Gimignano

## Zitat von Neuhauser
„Auf sommerlichen Studienreisen, die andere schlicht "Urlaub" nennen, führe ich im Gepäck statt der Kamera lieber Zeichenblock und Pinsel mit. So entstehen zwischen Andalusien und Griechenland Aquarelle von Architekturlandschaften. Eine einmalige Möglichkeit, im Gegensatz zur Fotografie - häßliche Plakattafeln und Hochspannungsmaste einfach wegzulassen und sich auf das gewählte Motiv zu konzentrieren.“

## Ausstellungen (Auswahl)
- Ebenseer Kulturtage
- Kunstdepot Wien
- Internationales Pressezentrum Wien
- Freie Wiener Kunstausstellung
- Ringgalerie
- Studio Molière
- französische Woche in Linz
- Art Galerie Ring
- Bezirksmuseum Währing
- Bezirksmuseum Penzing

## Musik
Im Alter von sechs Jahren erhielt Rudolf Neuhauser Geigenunterricht, an der Staatsgewerbeschule für Hochbau in Salzburg konnte er seine musikalischen Fähigkeiten weiter ausbauen, machte erste Versuche im Komponieren, fand Kontakt zum Mozarteum und durfte dort zu verschiedenen Anlässen bei Konzerten mitwirken. Nach Kriegsende spielte er in Ebensee und in Traunkirchen als Gitarrist in einer Tanzband und konnte dank seiner Einkünfte aus der Tanzmusik die fehlenden drei Semester seiner Schulausbildung in Salzburg nachholen. Nach dem Umzug nach Wien 1952 fand Neuhauser neben seinem Beruf als Architekt und der Malerei auch immer wieder Gelegenheit zum Musizieren. Als Pensionist lernte er Querflöte, spielte Violine und Bratsche und trat mit verschiedenen Orchestern und Ensembles auf, unter anderem mit den "Penzinger Konzertschrammeln" und dem Kammermusik-Ensemble "Haydn-Kumpaney". Auch schuf er mehrere Kompositionen für den Hausgebrauch.